# Alan Brown (Politiker, 1970)

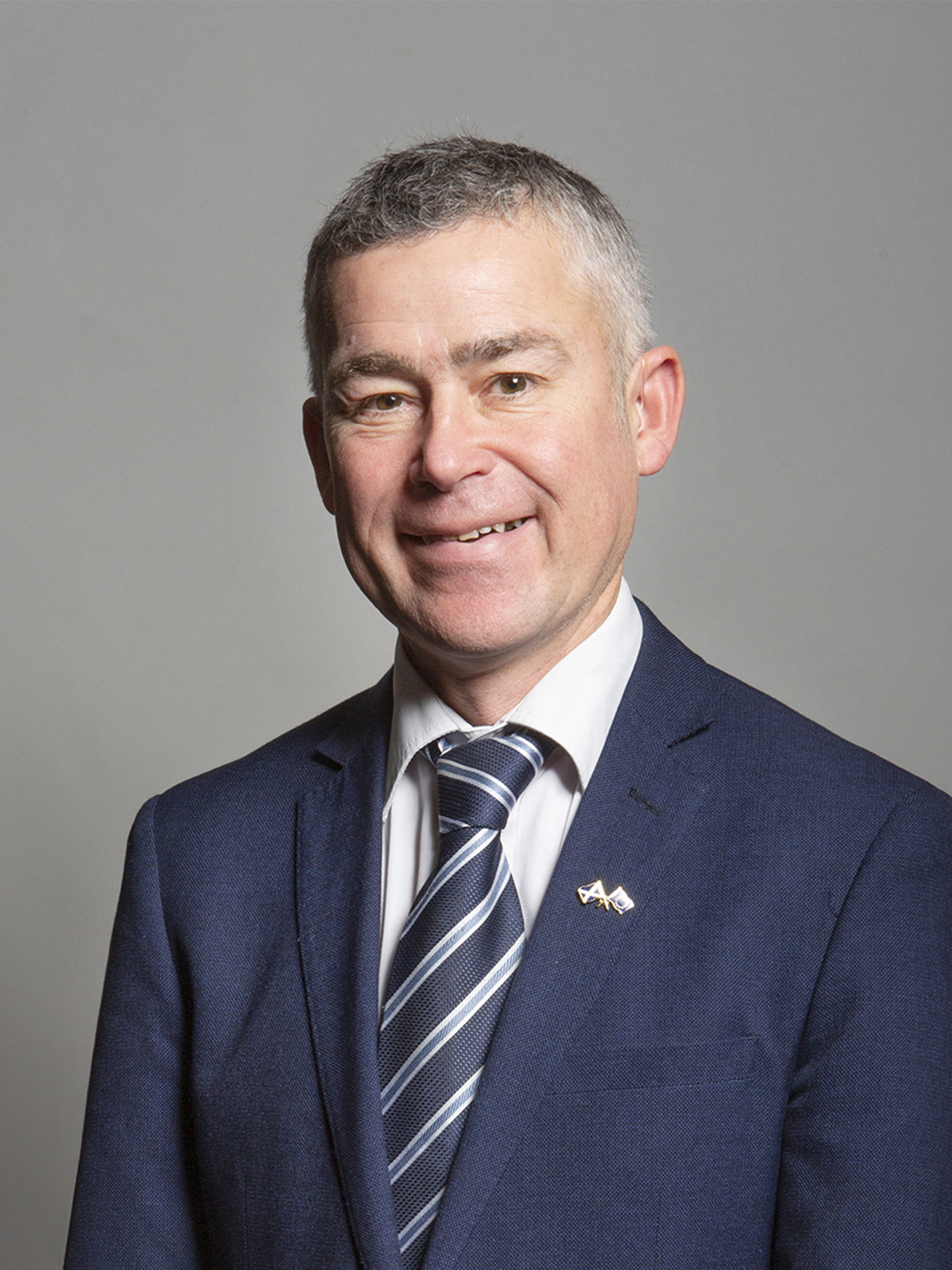
Alan Brown

Alan Brown (* 12. August 1970) ist ein schottischer Politiker der Scottish National Party (SNP).

## Leben
Brown wurde 1970 geboren und verbrachte sein gesamtes Leben in der Region. Nach Abschluss der Grundschule besuchte er die Loudoun Academy in Galston. Anschließend studierte Brown Bauingenieurswesen an der Universität Glasgow. In den folgenden 21 Jahren war er in zahlreiche private und öffentliche Baubrojekte teils in leitender Funktion involviert. Brown ist verheiratet und zweifacher Vater. Er ist Anhänger des FC Kilmarnock.

## Politischer Werdegang
Im Jahre 2007 wurde Brown für die SNP in den Regionalrat von East Ayrshire gewählt. Dort ist er Vorsitzender des Planungsausschusses und betreut verschiedene Entwicklungsprojekte in der Region. Bei den britischen Unterhauswahlen 2015 trat Brown erstmals zu Wahlen auf nationaler Ebene an. Die SNP stellte ihn in seinem Heimatwahlkreis Kilmarnock and Loudoun auf, dessen Mandat die Labour-Politikerin Cathy Jamieson innehatte. Mit den massiven Stimmgewinnen der SNP bei diesen Wahlen gewann Hendry das Mandat mit einem Stimmenanteil von 55,7 % und zog in der Folge erstmals in das britische Unterhaus ein. Bei den vorgezogenen Unterhauswahlen 2017 behauptete Brown sein Mandat trotz Stimmverlusten.